# Яйце (град)
Вижте пояснителната страница за други значения на Яйце.
Я́йце (на босненски: Jajce, на сръбски: Јајце) е град в Босна и Херцеговина и община в Среднобосненски кантон от Федерация Босна и Херцеговина.

## География
Разположен е на река Върбас. Населението му е от 24 455 жители (2007, оценка).
Наблизо – на река Плива, е изградена каскада от водноелектрически централи. Промишленост – електрохимия, производство на феросплави.

## История
Съществуват данни за следи от човешки живот в районите около град Яйце още от каменната ера. В околностите на града могат да се намерят останки от бронзовата и желязната епохи.
Първото споменаване на града датира от 1386 г. и е свързано с Хървое Вукчич Хърватинич, който през същата година е обявен за граф на града и получава титлата конт ди Яйце.
През средновековието градът се развива и е сред най-големите селища на Босна и Херцеговина. През 15 век е важен икономически център на региона, а в края на Босненската държава става седалище на босненските владетели. Тук е коронясан последният босненски крал Стефан Томашевич Котроманич и градът за две години е негова резиденция, а след обсадата от османците и падането на крепостта е екзекутиран тук през 1463 г.
Яйце е бил кралски град от времето на управление на Твъртко II. Кралският дворец в града е споменат в исторически извори от 1457 г., при царуването на крал Стефан Томаш.
В гр. Яйце се е състояла историческата 2-ра сесия на Антифашисткото вече за народно освобождение на Югославия, на която са приети решения, станали основата на федеративното и социалистическото обединение на Югославия.